# Lourde
Lourde is een gemeente in het Franse departement Haute-Garonne (regio Occitanie) en telt 101 inwoners (2009). De plaats maakt deel uit van het arrondissement Saint-Gaudens.
De plaats wordt vaak verward met het bedevaartsoord Lourdes. Door de opkomst van de GPS en vooral het verkeerd gebruik ervan gaan nogal wat mensen abusievelijk op bedevaart naar Lourde in plaats van Lourdes.

## Geografie
De oppervlakte van Lourde bedraagt 1,2 km², de bevolkingsdichtheid is dus 84,2 inwoners per km².
De onderstaande kaart toont de ligging van Lourde met de belangrijkste infrastructuur en aangrenzende gemeenten.

## Demografie
Onderstaande figuur toont het verloop van het inwonertal (bron: INSEE-tellingen).